# 브리짓 존스의 베이비
《브리짓 존스의 베이비》(영어: Bridget Jones's Baby)는 2016년 개봉한 미국의 로맨틱 코미디 영화이자 브리짓 존스 시리즈의 3번째 영화이다.

## 줄거리
연애정보회사 CEO 잭 퀀트(패트릭 뎀프시)와 뜨거운 사고를 치게 된 브리짓 존스(르네 젤위거). 얼마 후 우연한 자리에서 전 남친 마크 다시(콜린 퍼스)와 마주친 브리짓 존스는 서로의 애틋한 마음을 다시 한번 확인하게 된다. 
인생 최고의 전성기를 맞은 브리짓 존스에게 예상치 못한 뜻밖의 대위기가 닥치고 놓칠 수 없는 두 남자 사이에서 갈등하게 된다.

## 출연
- 르네 젤위거 : 브리짓 존스 역
- 콜린 퍼스 : 마크 다시 역
- 패트릭 뎀프시 : 잭 퀀트 역
- 에마 톰프슨 : Dr. 롤링스 역
- 셜리 헨더슨 : 주드 역
- 사라 솔매니 : 미란다 역
- 짐 브로드벤트 : 브리짓 존스 부 역
- 제마 존스 : 브리짓 존스 모 역
- 셀리아 아임리 : 우나 역
- 제임스 컬리스 : 톰 역
- 샐리 필립스 : 샤저 역
- 에드 시런 : 본인 역
- 엔조 실렌티 : 지아니 역
- 조엘 코이시
- 라스코 앳킨스 : 행인 역